# عبد الحق الإشبيلي
أبو محمد عبد الحق بن عبد الرحمن بن عبد الله بن الحسين بن سعيد الأزدي الأندلسي الإشبيلي المعروف في زمانه بابن الخراط(ولد سنة 514 هـ، وتوفي سنة 581 هـ) فقيه أندلسي.

## حياته
سكن مدينة بجاية وقت الفتنة التي زالت فيها الدولة اللمتونية بالدولة المؤمنية فنشر بها علمه، وصنف التصانيف، واشتهر اسمه، له كتاب «الأحكام الصغري» و «الوسطى» وأيضا كتاب «الأحكام الكبري».
وولي خطابة بجاية، أين أخذ عنه القاضي محمد الوغليسي (551هـ-638هـ).
ذكره الحافظ أبو عبد الله البلنسي الأبار، فقال كان فقيها، حافظا، عالما بالحديث وعلله، عارفا بالرجال، موصوفا بالخير والصلاح والزهد والورع ولزوم السنة والتقلل من الدنيا، مشاركا في الأدب وقول الشعر، قد صنف في الأحكام نسختين كبرى وصغرى، وسبقه إلى مثل ذلك الفقيه أبو العباس بن أبي مروان الشهيد بلبلة، فحظي الإمام عبد الحق دونه.
قام بعمل «الجمع بين الصحيحين» بلا إسناد على ترتيب مسلم، وأتقنه، وجوده.
قال الأبار وله مصنف كبير جمع فيه بين الكتب الستة، وله كتاب «المعتل من الحديث» وكتاب «الرقاق» وكتاب «الصلاة والتهجد» ومصنفات آخر.
روى عنه خطيب بيت المقدس أبو الحسن المعافري، وأبو الحجاج ابن الشيخ، وأبو عبد الله بن نقيمش، ومحمد بن أحمد بن غالب الأزدي، وأبو العباس العزفي وآخرون، وصنف الحافظ القاضي أبو الحسن علي بن محمد بن عبد الملك الحميري الكتامي الفاسي المشهور بابن القطان الفاسي كتابا نفيسا في مجلدتين سماه «الوهم والإيهام فيما وقع من الخلل في الأحكام الكبرى لعبد الحق» يناقشه فيه فيما يتعلق بالعلل بالجرح والتعديل، طالعته، وعلقت منه فوائد جليلة.
ومن مسموع الحافظ عبد الحق «صحيح مسلم» يحمله عن أبي القاسم بن عطية.